# Eperjes tanösvény
Az Eperjes tanösvény a Magas-Bakonyban, Olaszfalu község határában, az Eperkés-hegyen helyezkedik el. Kialakítását elsősorban egyedülálló földtani értékeinek köszönheti. Magyarországon ezen a területen kívül egyedül Tatán, a Kálvária-dombon fordul elő, hogy a földtörténeti középkor (mezozoikum) mindhárom korszakának kőzetei együtt láthatóak.

## Kialakítás
A terület korábban bányaként működött, ahonnan főképp építő-, illetve díszítőkőként szolgáló kőzeteket bányásztak. Az egykori betemetetlen bányagödrök veszélyessé váltak, majd illegálisan szemetet helyeztek el bennük. A helybeli emberek összefogtak és indítványozták a terület védetté nyilvánítását. A védetté nyilvánítás után a területet nem csak megtisztították a felgyülemlett szeméttől, hanem tanösvényt alakítottak ki. A 4,5 km hosszú, 8-as nyomvonalat követő tanösvényt 2002-ben adták át. A tanösvény 2 indítótáblával, 17 megállóhellyel, tűzrakóhelyekkel, padokkal, szemetesekkel rendelkezik. A tanösvényt két lehetséges helyről indulva lehet bejárni, vagy a 82-es főút mentén a kőkereszt melletti indítótáblától, vagy Olaszfalu településen belülről a Major utca végén elhelyezett indítótáblától. Ha innen indulunk felfedezőutunkra, akkor a Kőkapu - Ördöglik - Eperjes sziklafal - Majális-rét - Földtani feltárások - Idős vadcseresznyefák - Eperjes sziklafal - Eperjes-tető, kilátóhely - Zsomboly - Kőfaragások - Mészégető útvonalat megállóhelyeket követve tekinthető meg a tanösvény.

## Geológiai nevezetességei

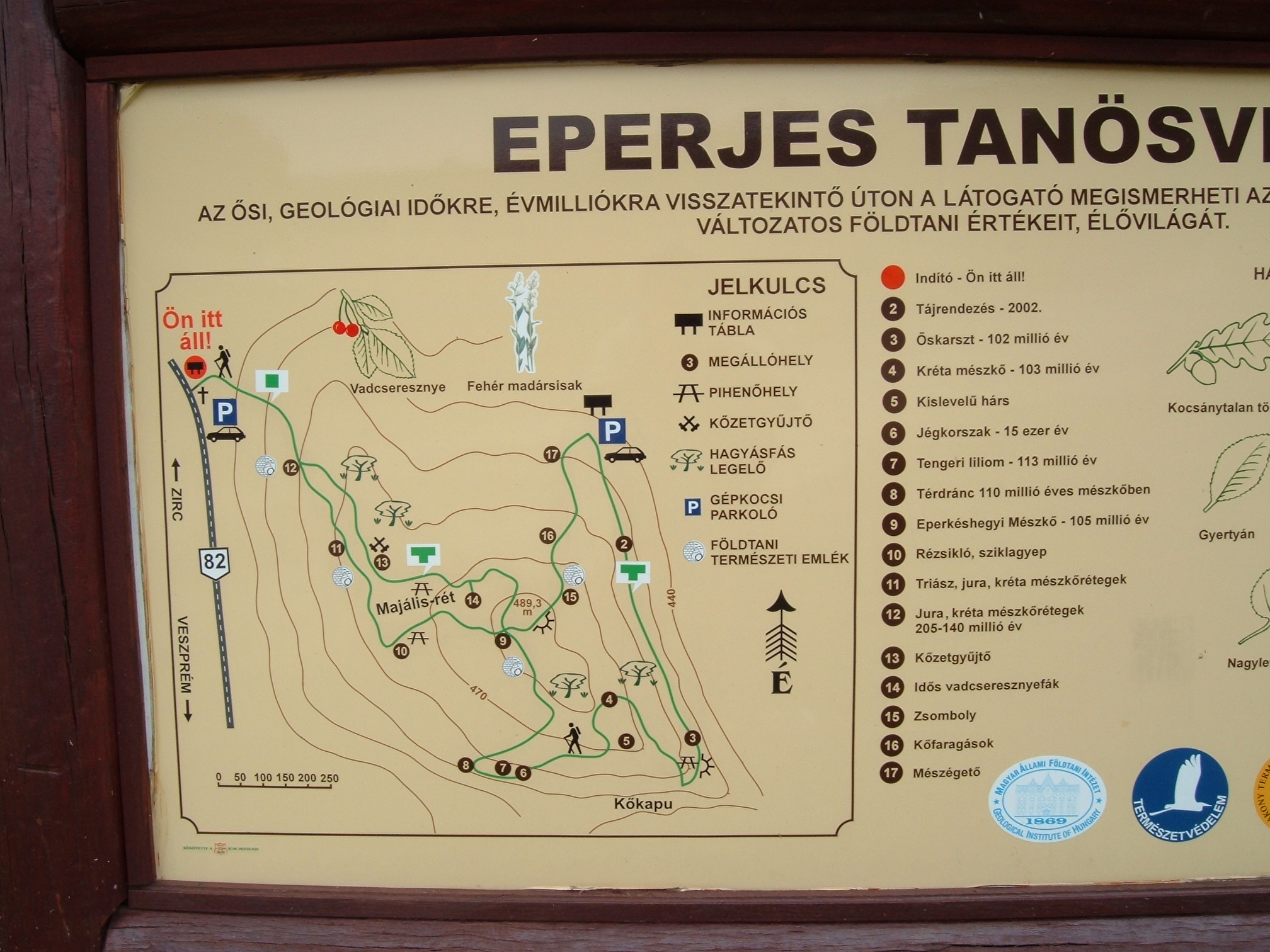
Az Eperjes tanösvény megállói a indító táblán.

A tanösvény triász, jura, kréta és kisebb részben eocén kőzetek blokkosan széttöredezett tömbjein terül el. A földtörténeti triász kőzete a Tethys-óceán nyugati epikontinentális selfjén egykor itt hullámzott trópusi mészanyagban és apró egysejtűekben rendkívül gazdag vizéből vált ki. Ez az eredetileg egységes, több ezer kilométeren át követhető dolomitos, mészköves rétegsor fellelhető az egész Dunántúli-középhegységben, a Bükk-vidéken és az Alföld medencealjzatában is. Ez a homogén szerkezeti egység a triász időszak végén a Pangea széttöredezésével darabokra hullott és a korábban sekély tengerben képződött kőzetek lesüllyedtek, egymáshoz képest függőlegesen és vízszintes irányban is elmozdultak, valamint egyes részeik rövid időszakra szárazföldi lepusztulást is szenvedtek. Az Eperjes tanösvény több, alapszelvényi feltárásában is megfigyelhetjük, hogy az egymásra következő időszakokban lerakódott üledékek milyen földszerkezeti mozgásokról tanúskodnak.
A késő triász dachsteini mészkövére a kora jura hettangi korszakában még kövületekben szegény, világos színű kardosréti mészkő települt, ami az előbb említett széttöredezés időszakában a sinemuri korszakban erősen összetöredezett. Az ekkor képződött Hierlatzi mészkő már egy tagolt tengerfenéken rakódott le. Pörgekarúak kövületei és egyes molluscák (ammoniteszek, aptychusok, belemniteszek) gyakoriak benne. A középső jura időszakban tengerparti sáv abráziós zónájába esett a terület, amit az ebben az időszakban képződött kőzettörmelék bizonyít. A késő jura időszakban a parti sáv beljebb került a kontinensen, ekkor rakódott le a jellegzetesen vörös, cephalopodákban gazdag késő jura Szentivánhegyi mészkő. Az üledékképződés a középső kréta apti emeletében folytatódott. Ekkor tengeri liliomos mészkő vált ki a trópusi tengervízből, ami jellemző előfordulása miatt Tatai Mészkő néven ismert. A középső kréta második felében újra partközelbe került a terület, egy hosszabb időszakon kerszetül teljesen szárazra is került. A szárazföldi lepusztulás emlékét a Tési Agyagmárga őrzi. A középső kréta további befejező szakaszában újra sekélytengeri körülmények uralkodtak a területen, s világos színű, nagy mészben nagyon gazdag Zirci Mészkő képződött. Ebből az időszakból való az Eperkés-hegy geológiai nevezetessége: a pachyodontés Eperkéshegyi Mészkő is. A pachyodonták kemény héjú, zátonyépítő kagylók voltak. A középső kréta végén megszakadt az üledékképződés és legközelebb a középső eocénban folytatódott, amikor nummuliteszes mészkő rakódott le. Legvégül az eocén végén az egész Bakony területe kiemelkedett, későbbi üledékeket az Eperkés-hegyről nem ismerünk. A jégkorszaki fagyaprózódás és oldás szép karsztformákat hozott létre a zirci mészkő hasadékaiban.

## Az Eperjes tanösvény kőzeteinek kora és elnevezése rétegtagonként
- Mezozoikum
  - Triász
    - Felső Triász
      - Dachsteini Mészkő F.

  - Jura
    - Alsó Jura
      - Kardosréti Mészkő F. (neptuni tellérrel)
      - Hierlatzi Mészkő F.
      - Úrkúti Mangánérc F.

    - Középső Jura
      - Tölgyháti Mészkő F.
      - Lókúti Radiolarit F.

    - Felső Jura
      - Pálihálási Mészkő F.
      - Szentivánhegyi Mészkő F.

  - Kréta
    - Alsó Kréta
      - (Szentivánhegyi Mészkő F.)

    - Középső Kréta
      - Tatai Mészkő F.
      - Tési Agyagmárga F.
      - Zirci Mészkő F.
      - Pénzeskúti Márga F.

    - Felső Kréta
- Kainozoikum
  - Paleogén
    - Paleocén

    - Eocén
      - Szőci Mészkő F.

    - Oligocén
      - Csatkai F.

  - Neogén
    - Miocén

    - Pliocén
- Kvaterner
  -     -       - Lösz

## Természeti értékek
A területen több védett növény- és állatfaj is fellelhető. Védett növények a tanösvény területén: hóvirág (Galanthus nivalis), pikkelypáfrány (Ceterach officinarum), valamint fehér madársisak (Cephalanthera damasonium).